# Рудник Ліхір
Рудник Ліхір – гірничодобувний майданчик у Меланезії, в державі Папуа Нова Гвінея.
Золоторудне родовище Ліхір знаходиться на острові Ніолам (аріхпелаг Ліхір), що лежить за півсотні кілометрів від центральної ділянки східного узбережжя острова Нова Ірландія. Будівництво тут збагачувальної фабрики почалось в 1995-му, а в 1997 році вона видала перший зливок золота. Проектом опікувався світовий гірничодобувний гігант Rio Tinto, тоді як оператором виступала його дочірня структура Lihir Management Company. В 2005-му Rio Tinto вирішила продати проект і новим власником стала Lihir Gold Limited, яку в 2010 придбала австралійська Newcrest Mining.
Розробка ведеться відкритим способом зі створенням кар’єру, при цьому через високий рівень грунтових вод доводиться бурити свердловини та відкачувати через них воду. Станом на початок 2020-х глибина кар’єру досягнула 300 метрів, так що його дно було вже нижче за рівень океану. Як наслідок, узялись за спорудження захисної бетонної завіси завдовжки 1,8 км, яка б заглиблювалась на 60 метрів у грунтах, де через геотермальну активність температура сягає 150 градусів. Завіса має подвійне призначення – як попередження фільтрації морської води, так і виконання функції запобіжного засобу на випадок сильного землетрусу з проривом води до копальні. Пуста порода скидається в океан (станом на кінець 2010-х обсяг цих операцій складав вже сотні мільйонів тонн). Також до океану скидаються певні відходи, для чого використовують трубу, що транспортує їх на відстань 1,5 км від острова та на глибину у 125 метрів (на той же період обсяг таких скидів склав 0,34 млн тонн).  
Необхідний для технологічного процесу вапняк завозять з новозеландської копальні Опаруре. Енергетичні потужності копальні забезпечує власна ТЕС-ГТЕС Ліхір, що, зокрема, використовує геотермальну енергію. 
Між 1997 та 2008 роками випуск продукції копальні зріс з 7 до біля 22 тонн золота на рік. Зокрема, в 2006-му переробили 4,3 млн тонн руди та випустили 20,2 тони золота, при цьому саме в 2006-му потужність збагачувальної фабрики збільшили до 6 млн тонн руди на рік. В подальшому вміст золота в руді став знижуватись, що потребувало нарощування переробних потужностей, які станом на кінець 2010-х досягнули 15 млн тонн на рік. В 2019 фінансовому році виробили 29 тонн золота, а в 2023-му цей показник мав скласти 21 тону.
Можливо відзначити, що на першому етапі збагачувальна фабрика працювала передусім з багатими рудами, тоді як руда з низьким вмістом золота накопичувалась на майданчиках зберігання для відпрацювання в наступні періоди, коли гірничі роботи фактично припиняться (протяжність цього завершального періоду оцінювалась у 17 років). Такий підхід дозволяв забезпечити позитивні результати для етапу, коли розвиток кар’єру потребував особливо великих витрат. Так, у вже згаданому 2006-му всього з кар’єру вилучили 8 млн тонн руди (тобто майже вдвічі більше, аніж переробили), при цьому обсяг переміщених розкривних порід склав 48 млн тонн.
Станом на середину 2020-го залишкові запаси руди копальні оцінювались у 310 млн тонн, які мали містити 715 тонн золота.